# 18302 Körner
18302 Körner è un asteroide della fascia principale. Scoperto nel 1980, presenta un'orbita caratterizzata da un semiasse maggiore pari a 2,7494903 UA e da un'eccentricità di 0,1110770, inclinata di 9,04601° rispetto all'eclittica.